# Centre culturel du Kosovo
Le Centre culturel du Kosovo à Paris (CCKP) est une association loi 1901 rattachée à l'ambassade du Kosovo en France, destinée à la promotion de la culture kosovare. Fondé en 2006 à l'initiative du ministère de la Culture, de la Jeunesse et des Sports du Kosovo, il obtient son statut associatif en janvier 2018. Situé au 7, rue de Monceau, dans le 8e arrondissement de Paris, le Centre joue un rôle important dans le rayonnement de la culture kosovare en France. Le Centre est également implanté dans la Maison des associations du 8e arrondissement de Paris.

## Histoire et mission
Le Centre culturel du Kosovo à Paris est créé pour promouvoir la richesse et la diversité culturelle du Kosovo en France. En collaborant avec des institutions culturelles, artistiques et diplomatiques, il vise à renforcer les échanges entre les deux pays et à faire découvrir la scène artistique contemporaine kosovare ainsi que son patrimoine historique.
Le centre est rattaché à l'Ambassade de la république du Kosovo en France, ce qui lui permet de collaborer étroitement avec des partenaires institutionnels pour organiser des événements d’envergure et promouvoir les relations franco-kosovares.

## Activités et événements
Le Centre accueille régulièrement des concerts, des projections de films, des spectacles, et des expositions mettant en lumière des artistes kosovars, qu’ils soient émergents ou déjà reconnus sur la scène internationale. Parmi les événements phares auxquels le centre participe figurent le festival de jazz Jazzycolors, organisé en collaboration avec le Forum des instituts culturels étrangers à Paris (FICEP) ; la Semaine des cultures étrangères, qui met en avant les traditions et créations contemporaines du Kosovo ; la Fête de la musique, qui permet de découvrir la scène musicale et artistique kosovare.
Le centre collabore également avec des institutions comme la Cité internationale des arts à Paris pour proposer des résidences d’artistes dans des domaines variés, tels que la muséologie, la muséographie, la musique, le commissariat d’exposition entre autres. Ces initiatives visent à soutenir les créateurs kosovars et à favoriser leur intégration sur la scène artistique internationale.

## Direction
Le Centre est actuellement présidé par Laurant Osmani et dirigé par Frédérique Duversin. Laurant Osmani a succédé à Michel Svetchine, qui l'a présidé avant lui.